# Марија Миленковић
Марија Миленковић (Крушевац, 24. октобар 1973) је српска телевизијска и позоришна глумица. Радила је као професорка сценског покрета, а тренутно је редовни професор глуме на Факултету драмских уметности Универзитета уметности у Београду.

## Каријера
Миленковићева је најпре студирала журналистику на Факултету политичких наука (1992—1994), да би након тога уписала Факултет драмских уметности Универзитета уметности у Београду, где је 1999.  године дипломирала у класи професора доктора Владимира Јевтовића.Током студија је из предмета Сценски покрет имала просечну оцену 10, док је идентичну оцену добила и за дипломски рад. По завршетку студија постала је члан „Савеза драмских уметника Србије”, а у октобру 2000. године члан позориште "Бошко Буха" у Београду.
Године 2002, остварила је мању улогу у филму Рингераја, а претходно се појавила у мини серији Црвено, жуто, зелено... крени. Од 2003. године, запослена је на Факултету драмских уметности, а у звање доцента изабрана је 2008. године.
На Стеријином позорју 2014. године, награђена је за за сценски покрет у представи Трпеле, Милене Деполо и Бобана Скерлић, у режији Бобана Скерлића.
Тренутно ради као професор глуме на Факултету драмских уметности.

## Филмографија
| Год.  | Назив                         | Улога       |
| ----- | ----------------------------- | ----------- |
| 1998. | Црвено, жуто, зелено... крени |             |
| 2002. | Рингераја                     | Студенткиња |